# Frans Vermeyen
Frans Vermeyen (Turnhout, 1943. március 25. – Turnhout, 2014. január 18.) válogatott belga labdarúgó, csatár.

## Pályafutása

### Klubcsapatban
1959 és 1973 között a Lierse labdarúgója volt, ahol csapat egy-egy bajnoki címet és belga kupát nyert. 1973 és 1975 között az Antwerp játékosa volt, ahol középpályásként játszott. Az első szezonban bajnoki ezüstérmes lett az együttessel. A következő idényben egy súlyos sérülés miatt alig szerepelt a csapatban és élvonalbeli pályafutását is abba kellett hagynia.

### A válogatottban
1963 és 1965 között hat alkalommal szerepelt a  belga válogatottban és két gólt szerzett. Mindkét találatát 1964-ben egy Franciaország elleni találkozón érte el, melyen Belgium 3-0-ra győzött.

## Sikerei, díjai
Lierse SK
- Belga bajnokság
  - bajnok: 1959–60
- Belga kupa
  - győztes: 1968–69
- UEFA-kupa
  - negyeddöntős: 1971–72

 Antwerp
- Belga bajnokság
  - 2.: 1973–74